# Tokoname-lijn
De Tokoname-lijn  (名鉄常滑線, Meitetsu Tokoname-sen) is een spoorlijn tussen de steden Nagoya en Tokoname in Japan. De lijn maakt deel uit van het netwerk van het particuliere spoorbedrijf Meitetsu in de prefectuur Aichi.

## Geschiedenis
In 1912 opende de Aichi Electric Railway het gedeelte tussen Ōnomachi (toen Ōno geheten) en het nu gesloten station Tenma met 600V gelijkstroom. In 1913 werd de lijn verlengd naar Jingū-mae en van Ōnomachi naar Tokoname. Het gedeelte tussen Ōe en Ōnomachi werd verdubbeld tussen 1920 en 1925 en in 1929 werd de stroom verhoogd naar 1500 V gelijkstroom.
In 1935 fuseerde de maatschappij met Meitetsu en in 1942 werd het gedeelte van Jingū-mae naar Ōe verdubbeld.
Het gedeelte van Ōnomachi naar Tokoname werd verdubbeld tussen 1962 en 1972, in 2005 werd de Luchthaven-lijn geopend.

## Treindiensten
- Myū Sukai (ミュースカイ, vliegveld trein)
- Kaisoku Tokkyū (快速特急, intercity)
- Tokkyū (特急, intercity)
- Kaisoku Kyūkō (快速急行, intercity)
- Kyūkō (急行, sneltrein)
- Junkyū (準急, sneltrein)
- Futsu (普通, stoptrein) stopt op elk station.

## Stations
| Station           | Japans     | Verbindingen              | Wijk      | Stad     | Prefectuur |
| ----------------- | ---------- | ------------------------- | --------- | -------- | ---------- |
| Jingū-mae         | 神宮前     | Meitetsu: Nagoya-lijn     | Atsuta-ku | Nagoya   | Aichi      |
| Toyodahommachi    | 豊田本町   |                           | Minami-ku | Nagoya   | Aichi      |
| Dōtoku            | 道徳       |                           | Minami-ku | Nagoya   | Aichi      |
| Ōe                | 大江       | Meitetsu: Chikko-lijn     | Minami-ku | Nagoya   | Aichi      |
| Daidōchō          | 大同町     |                           | Minami-ku | Nagoya   | Aichi      |
| Shibata           | 柴田       |                           | Minami-ku | Nagoya   | Aichi      |
| Nawa              | 名和       |                           | Tokai     | Tokai    | Aichi      |
| Shūrakuen         | 聚楽園     |                           | Tokai     | Tokai    | Aichi      |
| Shin Nittetsu-mae | 新日鉄前   |                           | Tokai     | Tokai    | Aichi      |
| Ōtagawa           | 太田川     | Meitetsu: Kōwa-lijn       | Tokai     | Tokai    | Aichi      |
| Owari Yokosuka    | 尾張横須賀 |                           | Tokai     | Tokai    | Aichi      |
| Teramoto          | 寺本       |                           | Chita     | Chita    | Aichi      |
| Asakura           | 朝倉       |                           | Chita     | Chita    | Aichi      |
| Komi              | 古見       |                           | Chita     | Chita    | Aichi      |
| Nagaura           | 長浦       |                           | Chita     | Chita    | Aichi      |
| Hinaga            | 日長       |                           | Chita     | Chita    | Aichi      |
| Shin Maiko        | 新舞子     |                           | Chita     | Chita    | Aichi      |
| Ōnomachi          | 大野町     |                           | Tokoname  | Tokoname | Aichi      |
| Nishinokuchi      | 西ノ口     |                           | Tokoname  | Tokoname | Aichi      |
| Kabaike           | 蒲池       |                           | Tokoname  | Tokoname | Aichi      |
| Enokido           | 榎戸       |                           | Tokoname  | Tokoname | Aichi      |
| Taya              | 多屋       |                           | Tokoname  | Tokoname | Aichi      |
| Tokoname          | 常滑       | Meitetsu: Luchthaven-lijn | Tokoname  | Tokoname | Aichi      |